# ミズタマカビ

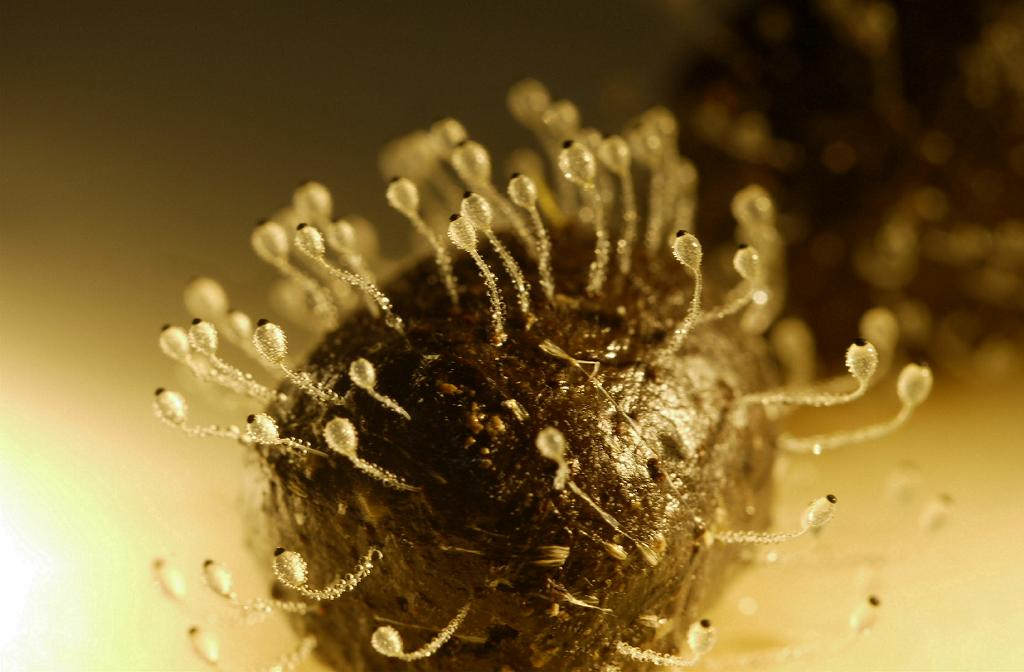
シカ糞上に集団で発生したもの

ミズタマカビ（Pilobolus）は、ケカビ目ミズタマカビ科に属するカビである。草食動物の糞に出現し、胞子のうを遠くに打ち出すことができる。

## 特徴
ミズタマカビは、糞生菌の中でも、特に糞での生活に適応したカビの一つである。ウマやウシ、シカなどの糞では、糞が排出されてから2-3日頃に糞の表面からミズタマカビが胞子のう柄をのばしはじめる。胞子のう柄は枝分かれせず、約半日で伸びきり、先端部にただ1個の胞子のうをつける。胞子のうは黒っぽく平たい円盤型をしており、胞子のう壁は丈夫で、中に胞子のう胞子を詰め込んだまま基部から外れるようになっている。胞子のうのすぐ下の部分は、胞子のうよりはるかに大きく、紡錘形にふくらんでいる。
胞子のう柄は正の屈光性があり、光の方向に向きを定めて伸び、高さ数mmに達する。胞子のう柄は透明で、まわりに水滴がついており、光を受けるときらきらと反射する。胞子のう柄が伸び切ると、胞子のう下のふくらみが破裂して、胞子のう全体を打ち出す。胞子嚢が打ち出された後には、胞子嚢柄は内容物を失ってしまい、白いしおれた糸くずのようになって干からびる。
純粋培養は比較的簡単で、成長も早い。ただし、糞に含まれるある種の成分が必要なので、糞抽出液を培地に含ませなければ生育しない。それ以外の栄養要求はごく普通のケカビ類と同じである。菌糸体はケカビと同じような多核体の菌糸からなる。寒天培地上では、菌糸はほとんど寒天表面に出てこない。胞子嚢が形成される前に、菌糸体から嚢状の膨らみが生じ、そこから胞子嚢柄が伸び出す。この膨らみのことを栄養嚢(Trophocyst)という。栄養嚢はカロチンを含み、黄色に色づく。
有性生殖は接合胞子による。どの種も自家不和合なので、観察できることは少ない。

## 胞子嚢の発射について
普通のケカビ類では、胞子嚢はその壁が溶けるか、あるいは裂けることで内部の胞子が外に出るしくみである。しかし、ミズタマカビの場合、胞子嚢壁は溶けも裂けもしない。胞子嚢と胞子のう柄の境目から剥がれて、中に胞子嚢胞子を入れたままで飛び出す。ぶつかった場所に、胞子嚢壁に胞子が入ったままの形で付着しているのが見られる。シャーレで培養すれば、上蓋の裏面に付着するので、これを分離の材料とすることもできる。
胞子嚢がはじき飛ばされるのは、胞子のうの下の膨らみが破裂するためである。これは、胞子嚢が光の方向を向くので、胞子のうの下のふくらみがレンズの作用をして、この部分を加熱させるためであるともいわれる。
胞子のうは、時には2mも飛ぶことがあるという。この性質は、糞の上から胞子を光の方向に飛ばすことで、周囲の草の葉に胞子を付着させるために発達したと考えられている。つまり、草食動物に胞子嚢を食べさせることで、胞子を糞の中に運びこませるための適応である。胞子は放出直後には発芽しやすいが、その後発芽しにくくなる。草食動物の消化管を通って後に発芽するようになると思われる。それの代用として、アルカリ性の溶液で処理すると発芽しやすくなるともいわれる。
この菌は栄養的にも糞での生活に適応しており、糞に含まれる窒素化合物などを必要とする。一般の土壌をアンモニアや糞抽出液で処理することで発生させられるとの実験もある。
なお、胞子を上の方に飛ばす性質は他の糞生菌にも見られ、小型の子のう菌などの胞子も往々にしてシャーレの上蓋裏に付着する。ただし、これほど遠くへ飛ばすものはごく少ない。

## 分類
ミズタマカビ属には十数種が記載され、実際には数種あると見られるが、いずれもその姿はよく似ている。P. crystallinusが最も普通の種である。この種は胞子嚢胞子が楕円形であり、その点で見分けが簡単である。それ以外の種はほとんどが球形の胞子を作る。胞子嚢柄などの形質は非常に単純で特徴を掴みづらい上、大きさには変化が多く、分類には混乱が見られる。
小胞子嚢などを作らないので、ケカビ科に含める説もあるが、胞子嚢がそのままはずれるという独特の特徴などから、その点で共通するPirailaとUtharomycesの２属と共に独立の科とすることが多かった。いずれも糞に生息し、胞子のう全体が外れる仕組みになっているが、胞子のうを打ち出すのはミズタマカビ属だけで、あとの2属では、胞子のう柄がひょろひょろと長く伸びて、糞から離れたところへ胞子をくっつけようとする。ピライラ Pirailaは温帯に多く、ウサロミケス Utharomycesは熱帯性で、日本では動物園の獣糞から見つかった記録がある。
- 分類

ミズタマカビ科　Pilobolaceae
ミズタマカビ属　Pilobolus
ピライラ属 Piraila
ウサロミケス属 Utharomyces
ただし分子系統のデータからミズタマカビとUtharomycesがごく近いのに対してPirailaはこの両者からは遠いとの判断が出ており、先の2属のみをこの科にまとめる見解が出ている。